# Women Against Violence in Pornography and Media
Women Against Violence in Pornography and Media – WAVPM (engl., Frauen gegen Gewalt in Pornografie und Medien) war eine radikal-feministische anti-pornografische Aktivistinnengruppe, die 1976 in San Francisco, USA gegründet wurde. Diese Vereinigung war eine sehr einflussreiche Gruppierung in der Anti-Pornografie-Bewegung der späten 1970er und 1980er Jahre.
Die WAVPM wurde im Anschluss an die San Francisco Women's Centers Conference on Violence Against Women (eine Konferenz mit dem Schwerpunkt Gewalt gegen Frauen) im Juli 1976 gegründet. Gründungsmitglieder waren unter anderem Laura Lederer, Lynn Campell und Diana Russell.
Die Gruppe wurde in San Francisco sehr aktiv, demonstrierte vor Nachtclubs und Peepshows im Rotlichtviertel. Die erste politische Aktion war eine Mahnwache vor dem Mitchell Brothers O'Farrell Theatre, einem bekannten Stripclub in dem auch Live Sex gezeigt wurde. Fokus der Aktion war der sogenannte Ultra Room, in dem Frauen in einer Liveshow sadomasochistische Praktiken untereinander vorführten. WAVPM wandte sich gegen „Frauen, die sich gegenseitig zur Stimulation von Männern schlagen“ und finanzierte auch aufklärende Touren zu Sexshops und Peepshows im Rotlichtviertel San Franciscos sowie zu anti-pornografischen Diavorführungen. Beides Maßnahmen, die später auch von anderen anti-pornografischen feministischen Gruppen übernommen wurden, insbesondere von der New Yorker Vereinigung Women Against Pornography (engl., Frauen gegen Pornografie).
Genau wie spätere anti-pornografische Gruppen lehnte die WAVPM BDSM zutiefst ab und betrachtete es als ritualisierte Gewalt gegen Frauen. Sie nahm einen aktiven Part in der Ablehnung von BDSM innerhalb der lesbischen Gemeinde ein, was zur direkten Kollision mit Samois, einer lesbisch-sadomasochistischen Gruppe, führte. Die Mitglieder von Samois waren überzeugt, dass ihre Empfindungen und ihre Art BDSM auszuleben mit dem Feminismus absolut konform sei und hielten die von WAVPM propagierte feministische Sexualität für puritanisch und konservativ. Samois konfrontierte die WAVPM offen mit ihrer Position, und die Auseinandersetzungen zwischen den beiden Gruppen gehörten zu den frühesten Kämpfen, die später als die Feminist Sex Wars bekannt wurden.
Die Gruppe organisierte die erste nationale Konferenz anti-pornografischer Feministinnen in San Francisco im Jahre 1978. Die Konferenz endete mit der ersten amerikanischen Take Back the Night-Demonstration – eine weltweit stattfindende Demonstration, deren Ziel es ist, es Frauen zu ermöglichen, in Sicherheit und ohne sexuelle Übergriffe durch die Nacht zu gehen. Andrea Dworkin hielt eine Rede und etwa 3000 Frauen nahmen an der Demonstration teil, um gegen Vergewaltigung und Pornografie zu protestieren.
Nach der Konferenz ermutigte Susan Brownmiller Laura Lederer und Lynn Campbell, nach New York zu kommen und beim Aufbau der Organisation Women Against Pornography zu helfen. Lederer entschied sich, in San Francisco zu bleiben und eine Anthologie der auf der Konferenz gehaltenen Vorträge zu verfassen, aber Campbell nahm den Vorschlag an und verließ San Francisco im April 1979.
Kurz nach Campbells Abreise wurde die WAVPM weniger präsent, obwohl die Gruppe für mehrere Jahre aktiv blieb; an ihrem Höhepunkt hatte die Organisation über 1000 Mitglieder. Die Gruppe zerstritt sich untereinander wegen ihrer Standpunkte zu gewaltfreier Pornografie, freier Meinungsäußerung und der Versuche sich mit Sexarbeiterinnen und lesbischen BDSM-Aktivistinnen zu vereinen. Zusätzlich führten Probleme mit der Mittelbeschaffung und stetig ansteigender Schulden im Jahre 1983 zur Auflösung der Gruppe.